# 오리엔탈리즘

오리엔탈리즘(orientalism)은 서양의 작가, 디자이너, 예술가들이 동양 문화의 여러 측면을 묘사하거나 모방하는 것을 이른다. "오리엔탈리스트"란 말은 이러한 활동을 하는 사람으로 볼 수 있으나, 동양을 연구하는 학자를 이르는 전통적인 용어이기도 하다.
오리엔탈리즘은 예술사에서 북아프리카나 근동(또는 서아시아)의 지중해 나라들을 여행하면서 얻은 요소들을 이용한 내용, 색깔, 양식을 주제로 다룬 19세기 프랑스 예술가들의 작품을 포괄적으로 이르는 말이며, 일종의 미술 장르이다.
이러한 의미는 20세기 학자 에드워드 사이드가 그의 논쟁적인 책 『오리엔탈리즘』을 내놓으면서 달라졌는데, 이 저서에서 사이드는 18~19세기에 유럽 제국주의적 태도로 형성된 동양에 대한 적대적이고 탄원적인 시각의 서양 예술 및 학술 전통을 이를 때 이 용어를 썼다. 이런 의미로 쓰일 때 '오리엔탈리즘'은 동양 문화와 사람에 대한 근본적이면서도 편향된 외부의 해석을 뜻한다. 사이드는 서양의 오리엔탈리즘적 학술 전통을 비판하였으며, 현대 학자 특히 버나드 루이스에 대해서도 그러하였다. 반면 일부 현대 학자들은 '오리엔탈리즘'이란 말을 제국주의 시대에 비서구 문화를 무가치하다고 보는 사람에 반대하며 친동양적인 태도를 보였던 저자들을 이르는 말로 쓰기도 하였다.

## 용어
오리엔탈리즘은 어원으로 보아서 오리엔트(orient)에서 유래되었다고 할 수 있으며, 오리엔트란 라틴어로 '해돋이', '해가 뜨는 방향'인 오리엔스(oriens)에 해당되는 단어로서 이 단어가 발전하여 동방, 동양이 되었다. 오리엔탈리즘이 본격적으로 쓰이게 될 때부터는 19세기 중엽부터로, 동양을 연구하는 학문, 곧 '동양학'으로 서양이 동양에 반응하는 방식이라든가 서양인들이 동양 문화에 대한 태도, 관념, 이미지에 대해서, 서양인이 동양에 대해서 만들어내는 담론이라는 뜻을 내포하고 있다.
로마 시대의 오리엔트의 범위는 제국 내에 동부 지방은 물론 제국 외부에 있는 다른 국가에 광범위하게 쓰이는 단어였다. 그 후에 로마 제국이 분열되고 서유럽이 그들의 중심적인 세계를 형성하는 과정에서 자신들을 옥시덴트(occident), 서방이라 부르며 오리엔트는 이와 대조되는 문화를 가진 동방세계라는 뜻이 부가되어, 인도와 중국, 일본을 이루는 광범위한 지역을 지칭하는 단어가 되었다.

## 비판 이론에서
에드워드 사이드가 주장한 오리엔탈리즘은 서양인들이 동양을 볼 때에 선입견을 가지고 본다는 것으로, 동양을 지배하고 재구성하며 억압하기 위한 서양의 방식이라고 주장했다. 또한 그는 동양이 서양인의 정체성을 확립해 주는 대상으로, 열등한 동양이 존재하기에 우월한 서양이 존재한다고 생각한다고 주장했다. 그리고 서양인들은 동양인들이 열등하며 무능하고 게으르다고 생각하며, 자신들보다 두뇌나 신체 면에서 열등하다고 생각한다고 주장했다. 또한 수많은 문화가 존재하는데도 불구하고 이를 한꺼번에 동양이란 단어로 포함시킨다고 주장했다. 에드워드 사이드는 이와 관련해서 1978년 《오리엔탈리즘》이란 책을 냈다.
'오리엔탈리즘'은 '서양에서 본 동방 문화'라는 초기의 뜻에서 벗어나 동양에 대한 서양의 편견에 초점을 맞추게 되었다. 사이드의 생각을 몇 가지로 요약해보자면, 서양은 우월하고 동양은 열등하다라는 서양인들에 대한 믿음은 절대적이다. 두 번째는 동양은 획일적이며 게으르며 정적이기 때문에 동적인 서양이 동양에게 가르침을 주어야 한다는 생각이다. 이는 서양을 주체로 두고, 동양을 교화나 서양의 삶에 맞춰 적응 시켜야하는 존재로 간주했다는 것을 의미한다. 따라서 쇠퇴하고 비참한 동양을 식민지화함으로써 동양을 구출해 내었다고 주장해 자신들의 식민지화를 정당화하였다. 철학자 마르크스는 “그들(동양인)은 스스로를 표현할 수 없다. 다른 누군가가 표현해줘야 한다."  라는 뜻을 밝혔는데, 많은 지식인들이 동양에 대한 편견을 가지고 제국주의에 대한 긍정적인 시선을 가지고 있음을 보여준다. 현재에는 동양에서도 서양이 바라보는 동양에 대한 시각이 존재한다.
푸코(Michel Foucault)의 권력이론에 따르면 이성이 권력들의 상호관계에 의해 규정됨에 따라 서양이 권력을 가진 주체로 동양에 대한 허구적인 시선을 가지고 있는 것을 말한다. 본래 오리엔탈리즘은 ‘유럽의 문화에서 나타났던 동방의 취미’를 뜻했었지만, 서양인들이 가지고 있는 동양에 대한 편견을 일컫는 것으로 변질되었다.
2002년 미국에서는 신호범 전 워싱턴주 상원 의원에 의해 최초로 ‘오리엔탈 용어 사용 금지 법안’이 통과 되었다. 2016년부터는 연방 법규와 공문서에서 오리엔탈 이라는 단어 사용을 금하고, ‘Asian’이라는 단어로 칭하는 노력을 보이고 있다. 오리엔탈리즘이 특정 민족을 업신여기고 비하하는 발언으로 남을 수 있음을 인식하게 된 것이다. 하지만 현재 패션 업계에서는 'Oriental Fashion'이라고 해서 동양의 옷차림을 흉내낸 사례가 다양하다. 유럽에서 본 극동지방을 포함한 터키, 페르시아, 인도 등의 옷을 통해 완성한 유행 스타일은 동양인에 대한 잘못된 인식을 심어줄 수 있다. 하렘 팬츠나 일본의 기모노 등이 패션 업계에서 대표적인 사례이다. 동양에서도 '오리엔탈'이라는 표현을 아무 거리낌없이 남발하는 모습을 보이고 있는데, 이렇게 특정 인종을 비하하는 부적절한 단어를 사용하는 것을 경계해야 한다는 목소리가 나오고 있다.

### 옥시덴탈리즘
옥시덴탈리즘은 오리엔탈리즘의 반대 개념이다. 동양의 관점에서 대립되는 서양(Occident)에 관한 왜곡된 이미지를 의미한다. 옥시덴탈리즘(Occidentalism)은 오리엔탈리즘(Orientalism)의 영향으로 파생되었는데, 서양은 비인간적이고, 잔인한 이미지로 그려내지만, 동양은 고귀한 존재로 표현하는 것이다. 이러한 관념은 오리엔탈리즘과 함께 세계를 편협한 시각으로 보는 데 기여한다. ‘선과 악’, ‘고상과 천박’ 두 가지로 구분하는 흑백논리식 사고를 하고 있기 때문에 다른 문화를 인정하지 못하게 된다. 세계를 두 가지 논리로 구분짓는 것은 크게 복고주의에도 영향을 줄 수 있는데, 현재 세계화되는 사회에 반발심을 가지고 자칫 과거의 고귀한 문화로 돌아가야 한다는 생각으로 이어질 수 있다.
“옥시덴탈리즘”의 용어는 2001년 샤오메이 천(Xiaomei Chen)의 저서 <옥시덴탈리즘-마오쩌둥 이후 중국 대항담론>에도 등장한다.

## 대중 문화에서
영화 씬 시티(2005)는 여성들이 서로를 구하기 위해 싸우는 액션 느와르 영화이다. 그들은 폭력으로써 악의 도시에서 살아남는데, 그 중에서 오리엔탈리즘 요소가 가미되었던 장면이 있었다. 데본 아오키(Devon Aoki)가 열연했던 미호 역할은 목도를 들고 다니는 캐릭터이다. 다른 사람들은 총을 들고 싸우지만, 미호의 캐릭터는 일본도를 들고 가면을 쓴 채로 싸우기 시작한다. 실제로 칼보다 총이 전투에 효율적이지만, 일본에 대한 환상이 작용해 관객들에게 캐릭터를 더 매력적으로 느끼라는 감독의 의도가 담겨있다. 이는 '일본인은 일본도로 전투한다.'라는 생각이 본연에 자리잡았다는 의미가 담겨 있는데, 동양인은 문명에 뒤처졌다는 의식이 은연히 자리잡았음을 반영한다.
영화 게이샤의 추억(2005)은 영화의 다른 예시이다. 게이샤는 연회에서 술을 따르고 전통적인 춤이나 노래로 술자리를 돋우는 역할을 하는 여성이다. 아서 골드가 쓴 책으로, 2006년 영화로도 개봉되었다. 게이샤의 역할은 어느 나라에서도 볼 수 있는 역할이다. 우리나라에서는 기생이라는 존재가 있고, 서양 곳곳에도 흔히 존재했었다. 하지만 감독은 게이샤가 신비스럽게 보이도록 연출하길 의도했었는데, 일본인을 닮은 중국 배우가 영어로 말을 하며 역사적 고증이 제대로 되어있지 않고 화려함만 강조한 것이 이 영화의 묘미이다. 화면 전반에는 붉은색 계열이 가득하고 매 장면 벚꽃이 가득 휘날리는 장면은 그동안 사람들이 가지고 있던 편견을 의미한다. 감독은 게이샤가 ‘신비하고 아름다운 예술인’ 이라고 표현하는데 의의를 두었는데, 어느 나라에도 다 있는 게이샤를 극도로 아름답게 그려냄으로써 ‘서양인이 이상적으로 바라본 동양인의 모습’을 드러내었다.

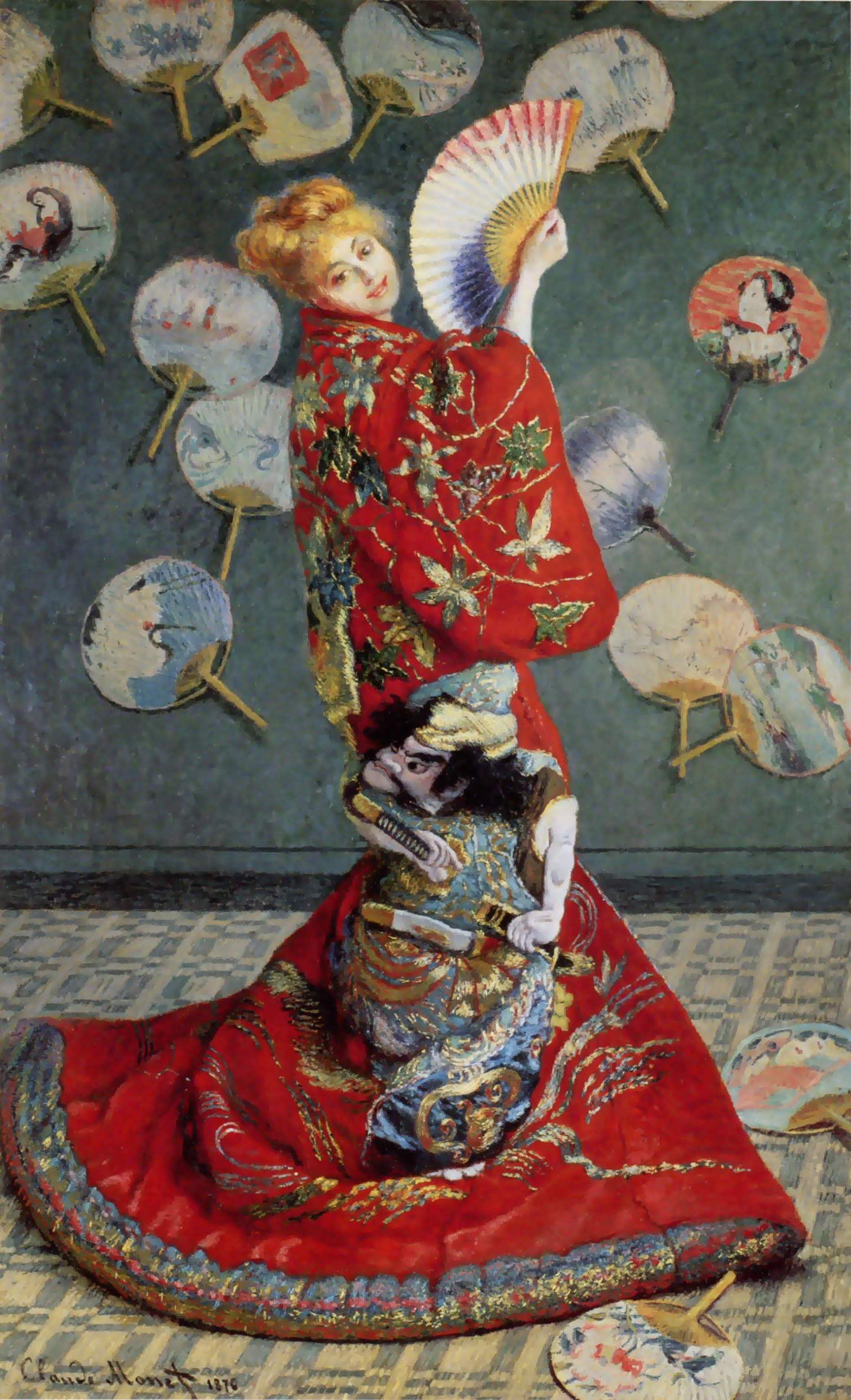
기모노를 입은 카미유(1875~1876)캔버스에 유채

2015년 5월, 미국의 보스턴 미술관에서 클로드 모네(Claude Monet)의 작품 <기모노를 입은 카미유(Camille in Japanese costume)> 속에 등장하는 인물의 기모노 차림을 따라하는 이벤트가 개최되려고 했지만, 아시아계 시위자들의 반대에 부딪혀 취소된 일이 벌어졌다. 시위자들은 이벤트가 동양인을 기묘한 존재로 인식될 수 있다는 우려를 표하면서 동양인을 기묘한 존재로 인식하고 있는 서양인들에 대해 반발심을 가지기도 했다.

## 같이 보기
- 오리엔탈리즘 (책)
- 에드워드 사이드
- 제국주의
- 식민주의

## 참고 문헌
- 《오리엔탈리즘》, 에드워드 사이드, 교보문고, 2000년.
- 《오리엔탈리즘의 역사》, 정진농, 살림, 2003년.
- 《우리 안의 오리엔탈리즘》, 이옥순, 푸른역사, 2002년
- 《옥시덴탈리즘》,doopedia 두산백과
- 《서양인의 아주 오래된 편견》, 노만수, 2007
- artnet'news, 「Outrage at Museum of Fine Arts Boston Over Disgraceful “Dress Up in a Kimono” Event」, Brian Boucher, 2015
- news, <<뉴저지주 공문서 '오리엔탈' 퇴출>>, 서한서, 2016